# Кирквуд, Дэниел
Дэниел Кирквуд (англ. Daniel Kirkwood; 27 сентября 1814, округ Харфорд, Мэриленд — 11 июня 1895, Риверсайд, Калифорния) — американский астроном.

## Биография
Родился в округе Харфорд (штат Мэриленд), образование получил в Йоркской академии. В 1843—1849 годах преподавал математику в Ланкастерской высшей школе (штат Пенсильвания), в 1851—1856 годах — профессор математики колледжа в Делавэре. В 1856—1865 и 1867—1886 годах — профессор математики и астрономии в Индианском университете. С 1891 года преподавал в Стэнфордском университете.
Основные труды в области изучения малых тел Солнечной системы. В 1857 году обнаружил существование провалов в распределении средних расстояний астероидов от Солнца; эти провалы соответствуют периодам обращения астероидов вокруг Солнца, кратным периоду обращения Юпитера, то есть находятся в резонансе с ним. Кирквуд нашел также, что щели в кольцах Сатурна связаны с его спутниками — частицы в этих щелях обращались бы вокруг планеты в резонансе со спутниками. Причина отсутствия астероидов и частиц в кольцах на резонансных орбитах окончательно ещё не установлена. Близко подошел к открытию семейств астероидов, в 1892 году он выделил тридцать две группы астероидов с близкими орбитами (окончательно существование семейств астероидов было установлено К. Хираямой). В 1861 году первым высказал мысль о связи метеоров с кометами, что вскоре было подтверждено установлением совпадений орбит нескольких метеорных потоков с орбитами комет. В 1866—1867 годах первым рассмотрел возможную связь между кометами и астероидами. Подверг критике небулярную гипотезу П. С. Лапласа, показав, что она не способна объяснить многие особенности Солнечной системы.
В его честь назван кратер на Луне и астероид (2589) Дэниел.